# Manne Zuhr
Karl Emanuel (Manne) Zuhr, född den 7 oktober 1893 i Åbo, död den 24 juni 1968 i Upplands Väsby, var en svensk jurist. Han var bror till Hugo Zuhr.
Zuhr avlade juris kandidatexamen vid Uppsala universitet 1917. Han blev assessor i Svea hovrätt 1925, hovrättsråd där 1931, revisionssekreterare 1935, divisionsordförande i Hovrätten för Övre Norrland 1936 och lagman i Hovrätten för Västra Sverige 1948. Zuhr var häradshövding i Askims, Hisings och Sävedals domsaga 1949–1954 och i Askims och Mölndals domsaga 1955–1960. Han blev riddare av Nordstjärneorden 1934, kommendör av andra klassen av samma orden 1942 och kommendör av första klassen 1948. Zuhr vilar på Norra begravningsplatsen utanför Stockholm.